# 岡本克道
岡本 克道（おかもと かつのり、1973年6月9日 - ）は、大阪府大阪市東淀川区出身の元プロ野球選手（投手）、プロ野球コーチ、監督。
2005年から2006年までの登録名は岡本 劼能（読み同じ）。

## 来歴・人物
柳ヶ浦高校時代に第62回選抜高等学校野球大会、第73回全国高等学校野球選手権大会に出場。卒業後は社会人野球の東芝に入団し、1992年の日本選手権と1993年の都市対抗で優勝。1994年の都市対抗は初戦で先発したが敗れた。1996年度ドラフト会議にて福岡ダイエーホークスから5位指名を受け、入団。
ルーキーイヤーの1997年は前年の抑えだったホセ・ヌーニェス、代役の木村恵二が立て続けに不調に陥ったことで抑えに抜擢されると、この年19セーブ（同時に新人最多となる22セーブポイントを記録）を挙げる活躍を見せ、下位指名ながらもストレートを中心にした勢いのあるピッチングで高い奪三振率を記録するなど、即戦力の期待に応えた。
1998年も抑えとして21セーブを記録するなどシーズン途中まで好調なチームを支えたが、故障でシーズン後半に離脱。
チームがパシフィック・リーグ（パ・リーグ）連覇を達成した1999年と2000年は疲労性右肩故障に苦しめられ、活躍できなかったが、2001年にセットアッパーとして復活。
2002年には抑えのロドニー・ペドラザが後半調子を落とすと代役も務めた。
2003年は序盤出遅れるも中継ぎエースとしてチーム最多の54試合に登板。2勝3敗、被本塁打8本、防御率4点台と前年に比べ不安定な所もあったが、チームのリーグ優勝に貢献。阪神タイガースとの日本シリーズでも、相手打線を無失点に抑える好投で日本一にも貢献した。
しかし2004年も出遅れてしまうと以降は若手リリーフ陣が次々に台頭し、その結果、登板数が激減。
2006年は一軍登板はなく、戦力構想から外れた同年オフに自由契約となり台湾リーグ (CPBL) 、MLBのテストを受けたが肩の故障もあり合意に至らず、正式に引退となった。
(肩の故障は当時のトレーナー談:グローバルスポーツ医学研究所所属　中井秀平　現68トレーナーズ開所のアスレチックトレーナー)
2008年から四国・九州アイランドリーグの長崎セインツのコーチに就任したが、チームの成績が低迷したことから同年前期終了後に6月末をもって解任された。2009年は四国・九州アイランドリーグの香川オリーブガイナーズの投手コーチを務めた。この香川のコーチ時代に、監督だった西田真二から大きな影響を受けたという。
2010年からは、ホークス時代に投手コーチだった尾花高夫が監督を務める横浜ベイスターズ（2012年より球団名は「横浜DeNAベイスターズ」）の一軍投手コーチ（ブルペン担当）を務め、2011年からは二軍投手コーチ、2014年からは二軍投手兼育成担当コーチを務め、同年10月3日に2015年度シーズンの契約を結ばないことが発表された。
12月12日にBCリーグ・信濃グランセローズの監督に就任することが発表された。しかし、監督1年目の2015年8月18日、成績不振の責任をとり、信濃の監督を辞任した。監督代行は総合コーチ兼任選手の髙橋信二。
翌年からは社会人野球に活動の場を移し、2016年からはカナフレックス硬式野球部で、2019年からはHonda鈴鹿硬式野球部でコーチを務めた。
2022年12月27日、2023年シーズンに香川オリーブガイナーズの投手コーチに就任することが発表された。香川へは14年ぶりの復帰となる。同年シーズン終了後の11月13日、退任の決まった近藤智勝の後任として監督に就任することが発表された。
監督となった2024年シーズンは前年からの低迷を脱却することができなかった。11月3日に監督退任が発表された。
2025年からはマツゲン箕島硬式野球部で投手コーチを務める。

## 詳細情報

### 年度別投手成績
| 年 度     | 球 団                 | 登 板 | 先 発 | 完 投 | 完 封 | 無 四 球 | 勝 利 | 敗 戦 | セ 丨 ブ | ホ 丨 ル ド | 勝 率 | 打 者 | 投 球 回 | 被 安 打 | 被 本 塁 打 | 与 四 球 | 敬 遠 | 与 死 球 | 奪 三 振 | 暴 投 | ボ 丨 ク | 失 点 | 自 責 点 | 防 御 率 | W H I P |
| --------- | --------------------- | ----- | ----- | ----- | ----- | -------- | ----- | ----- | -------- | ----------- | ----- | ----- | -------- | -------- | ----------- | -------- | ----- | -------- | -------- | ----- | -------- | ----- | -------- | -------- | ------- |
| 1997      | ダイエー ソフトバンク | 52    | 0     | 0     | 0     | 0        | 3     | 6     | 19       | --          | .333  | 228   | 53.2     | 52       | 3           | 15       | 4     | 1        | 60       | 4     | 1        | 20    | 19       | 3.19     | 1.25    |
| 1998      | ダイエー ソフトバンク | 42    | 0     | 0     | 0     | 0        | 1     | 2     | 21       | --          | .333  | 162   | 39.0     | 34       | 4           | 13       | 1     | 0        | 36       | 1     | 0        | 11    | 11       | 2.54     | 1.21    |
| 1999      | ダイエー ソフトバンク | 1     | 0     | 0     | 0     | 0        | 0     | 0     | 0        | --          | ----  | 10    | 2.0      | 1        | 1           | 2        | 0     | 0        | 0        | 0     | 0        | 1     | 1        | 4.50     | 1.50    |
| 2000      | ダイエー ソフトバンク | 7     | 0     | 0     | 0     | 0        | 0     | 0     | 0        | --          | ----  | 34    | 7.2      | 5        | 0           | 7        | 0     | 0        | 3        | 0     | 0        | 3     | 2        | 2.35     | 1.57    |
| 2001      | ダイエー ソフトバンク | 66    | 0     | 0     | 0     | 0        | 5     | 4     | 1        | --          | .556  | 267   | 63.2     | 57       | 6           | 26       | 5     | 0        | 52       | 2     | 0        | 22    | 20       | 2.83     | 1.30    |
| 2002      | ダイエー ソフトバンク | 48    | 0     | 0     | 0     | 0        | 5     | 1     | 8        | --          | .833  | 213   | 53.2     | 40       | 5           | 10       | 5     | 1        | 65       | 1     | 0        | 10    | 9        | 1.51     | 0.93    |
| 2003      | ダイエー ソフトバンク | 54    | 0     | 0     | 0     | 0        | 2     | 3     | 2        | --          | .400  | 217   | 53.1     | 50       | 8           | 13       | 2     | 1        | 59       | 0     | 0        | 27    | 24       | 4.05     | 1.18    |
| 2004      | ダイエー ソフトバンク | 7     | 0     | 0     | 0     | 0        | 0     | 0     | 0        | --          | ----  | 31    | 7.2      | 7        | 1           | 3        | 0     | 0        | 7        | 0     | 0        | 4     | 4        | 4.70     | 1.30    |
| 2005      | ダイエー ソフトバンク | 14    | 0     | 0     | 0     | 0        | 1     | 0     | 0        | 5           | 1.000 | 63    | 15.0     | 15       | 2           | 2        | 0     | 0        | 16       | 0     | 0        | 9     | 8        | 4.80     | 1.13    |
| 通算：9年 | 通算：9年             | 291   | 0     | 0     | 0     | 0        | 17    | 16    | 51       | 5           | .515  | 1225  | 295.2    | 261      | 30          | 91       | 17    | 3        | 298      | 8     | 1        | 107   | 98       | 2.98     | 1.19    |

- ダイエー（福岡ダイエーホークス）は、2005年にソフトバンク（福岡ソフトバンクホークス）に球団名を変更

### 記録
- 初登板：1997年4月5日、対西武ライオンズ1回戦（西武ライオンズ球場）、8回裏2死に3番手として救援登板、1/3回無失点
- 初奪三振：同上、8回裏に大塚光二から
- 初セーブ：1997年5月11日、対千葉ロッテマリーンズ9回戦（北九州市民球場）、9回表に4番手として救援登板・完了、1回1失点
- 初勝利：1997年6月17日、対日本ハムファイターズ13回戦（東京ドーム）、8回裏1死に2番手として救援登板、3回2/3を無失点
- 初ホールド：2005年3月26日、対北海道日本ハムファイターズ1回戦（福岡Yahoo! JAPANドーム）、8回表2死に2番手として救援登板、2/3回無失点

### 背番号
- 45 （1997年 - 2006年、2009年）
- 88 （2008年）
- 81 （2010年 - 2015年）
- 52 （2023年 - ）

### 登録名
- 岡本 克道 （おかもと かつのり、1997年 - 2004年、2008年 - 2015年、2023年 - ）
- 岡本 劼能 （おかもと かつのり、2005年 - 2006年）